# Tillmans Corner
Tillmans Corner est un census-designated place situé dans l’État américain de l'Alabama, dans le comté de Mobile.

## Démographie
| 1980   | 1990   | 2000   | 2010   | - | - |
| ------ | ------ | ------ | ------ | - | - |
| 15 941 | 17 988 | 15 685 | 17 398 | - | - |